# Пигмалионизм
Пигмалионизм (монументофилия, иконолагния) — разновидность фетишизма, сочетающаяся с вуайеризмом, при которой роль фетиша играют изображения человеческого тела (картины, статуи, статуэтки, фотографии). Фетишист получает удовлетворение от обладания ими, прикосновения к ним и т. д. В узком смысле слова под пигмалионизмом понимается влечение к статуям, фотографиям.

## Происхождение термина
Известен миф о Пигмалионе и Галатее. Пигмалион был царём острова Кипр, сыном Бела и Анхинои. Влюбившись в Афродиту, он высек из мрамора её статую и обратился к богине с мольбой вдохнуть в холодное изваяние жизнь. Тронутая такой любовью, Афродита оживила статую, которая стала женой Пигмалиона.
Этот сюжет часто повторяется в античной литературе: описания любви к статуям содержатся в произведениях Лукиана, Филострата Тианского, Плиния и других авторов. Например, Клавдий Элиан пишет:

Некий афинский юноша благородного происхождения воспылал пламенной любовью к статуе Благой судьбы, стоящей вблизи пританея. Он обнимал её, покрывал поцелуями и, потеряв рассудок и обезумев от любви, явился к членам Совета с просьбой продать ему статую за любые деньги. Так как из этого ничего не вышло, юноша украсил предмет своей страсти лентами, венками, драгоценностями, совершил жертвоприношение и, горячо оплакав неудачу, покончил с собой.
— Клавдий Элиан. Пёстрые рассказы (9.39).

## Предметы влечения
Фетишем при пигмалионизме может становиться любое произведение искусства: статуя, картина, фотография. Наиболее часто в настоящее время встречается эротическое влечение к фотографическим изображениям, причём не обязательно изображающим людей: влечение пигмалиониста может быть направлено как на изображения лиц противоположного пола, так и носить гомосексуальный, педофильный, зоофильный характер.
Пигмалионист стремится любым путём добыть интересующие его предметы, собирая из них большие коллекции.
В случае, когда предметом влечения становятся порнографические материалы, имеет место порнографомания.

## Садистский пигмалионизм
В случае, когда пигмалионист не может заполучить в обладание желаемый им предмет, подсознательное стремление может проявляться осознаваемым негативным отношением к нему. Оно может приводить к действиям, направленным на уничтожение или порчу произведения искусства, при этом формальным мотивом может стать, например, «безнравственность» произведения.